# Cuajimalpa de Morelos
Cuajimalpa de Morelos é uma demarcação territorial da Cidade do México, situada na parte oeste da capital mexicana. Possuía em 2015 uma população de 199.224 habitantes, distribuída em uma área de 71 km². Faz fronteira com Miguel Hidalgo a norte e com Álvaro Obregón a leste.
O nome da demarcação é oriundo da palavra náuatle cuauhxīmalpan, que significa sobre as lascas de madeira ou lugar onde a madeira é esculpida. Os habitantes da região no passado aproveitaram o ambiente arborizado e ganharam fama com seus trabalhos em madeira.